# Jackson-Gwilt-Medaille
Die Jackson-Gwilt-Medaille (englisch: Jackson-Gwilt Medal) ist ein Astronomiepreis der britischen Royal Astronomical Society (RAS).
Der Preis wird seit 1897 für die Erfindung, Verbesserung oder Weiterentwicklung von astronomischen Instrumenten oder Techniken oder für bedeutende Leistungen in der beobachtenden Astronomie oder für Leistungen bei der Erforschung der Geschichte der Astronomie verliehen. Benannt ist der Preis nach Hannah Jackson-Gwilt, der Nichte des britischen Architekten und RAS-Fellows Joseph Gwilt. Sie stiftete der Gesellschaft das Kapital, das nach ihrem Tod zur Auslobung der Medaille verwendet werden sollte.

## Preisträger
- 1897 Lewis Swift
- 1902 Thomas David Anderson
- 1905 John Tebbutt
- 1909 Philibert Jacques Melotte
- 1913 Thomas Henry Espinell Compton Espin
- 1918 T. E. R. Phillips
- 1923 A. Stanley Williams und William Sadler Franks
- 1928 William Reid und William Herbert Steavenson
- 1931 Clyde William Tombaugh
- 1935 Walter Frederick Gale
- 1938 Frederick J. Hargreaves und Percy Mayow Ryves
- 1942 Reginald Lawson Waterfield
- 1946 Harold William Newton
- 1949 Algernon Montagu Newbegin
- 1953 John Philip Manning Prentice
- 1956 R. P. de Kock
- 1960 F. M. Bateson und A. F. A. L. Jones
- 1963 George Eric Deacon Alcock
- 1968 John Guy Porter
- 1971 Alan William James Cousins
- 1974 Geoffrey Perry
- 1977 Patrick Moore
- 1980 Roger Griffin
- 1983 Grote Reber
- 1986 David Malin
- 1989 Richard E. Hills
- 1992 Richard Stephenson
- 1995 Janet Akyüz Mattei
- 1998 Alexander Boksenberg
- 2001 John E. Baldwin
- 2004 Pat Wallace
- 2006 Keith Taylor
- 2008 Stephen Shectman
- 2009 Peter Ade
- 2010 Craig Mackay
- 2011 Matt Griffin
- 2012 Joss Bland-Hawthorn
- 2013 Vikram Dhillon
- 2014 George Fraser
- 2015 Allan Chapman
- 2016 Bruce Swinyard
- 2017 Ian Parry
- 2018 Wayne Holland
- 2019 Anna Scaife
- 2020 Roland Bacon
- 2021 Floor van Leeuwen
- 2022 Frank Eisenhauer
- 2023 Roberto Abraham, Pieter van Dokkum
- 2024 Keith Bannister, Ryan Shannon
- 2025 Anna Moore[1]